# Histoire de Kanesatake
Pour un article plus général, voir Kanesatake.
Cet article présente les faits saillants de l'histoire de Kanesatake, un établissement amérindien Mohawk situé au Québec, depuis l’arrivée des Européens au XVIe siècle jusqu’à la mise en place de la communauté mohawks au XXe siècle.

## Arrivée des Européens
Jacques Cartier s’implante au Canada, en plantant une croix à Gaspé, en 1534. Il prend ainsi possession du territoire au nom du roi de France. La traite des fourrures et le commerce sont les relations principales que les Européens et les autochtones entretiennent. Ces activités forgent la bonne entente. 
En 1717, sous le régime français, le gouverneur Vaudreuil et l'intendant Bégon concèdent la seigneurie du Lac-des-Deux-Montagnes, sur laquelle est aujourd'hui situé Kanesatake, aux Sulpiciens de Montréal afin d'y établir une mission catholique amérindienne : la mission du Lac-des-Deux-Montagnes. Les Mohawks (ou Agniers), une des cinq nations iroquoises, sont les premiers à s'y installer et nomment l'endroit Kanesatake. Ils sont rapidement rejoints par des Algonquins et des Népissingues, faisant partie des nations anichinabées, qui appellent quant à eux la mission Oka. 

En 1721, l’installation de la mission « indienne » (Weskarinis en réalité) au lac des Deux Montagnes, nécessite le défrichage des terres. On désire simplement assurer la survie du peuple autochtone et lui permettre de cultiver les terres. Toutefois, cent ans plus tard, le développement économique, principalement l'exploitation forestière, menace ce territoire. D’un côté, il y a les hommes d’affaires et de l’autre, la communauté mohawk qui occupe cet endroit en vertu des ententes antérieures.
Les autochtones sont perçus comme des interlocuteurs très importants qui sont maîtres des lieux. « D'ailleurs, lors de la capitulation de Montréal en 1760, le gouverneur français, Vaudreuil, va exiger de son vis-à-vis anglais la protection de ces alliés. L'article 40 de l'Acte de capitulation de Montréal est éloquent : "Les sauvages ou indiens alliés de Sa majesté très chrétienne seront maintenus dans les terres qu’ils habitent, s’ils veulent y rester, ils ne pourront estre inquiétés sous quelque prétexte que ce puisse estre, pour avoir pris les armes et servi sa majesté. Ils auront comme les François, la liberté de religion et conserveront leurs missionnaires" ». 
En 1763, la Proclamation royale crée la première colonie de Québec. Lorsque les Anglais prennent le territoire, ils respectent et prorogent l’alliance avec les premières nations afin de s’assurer la continuité du commerce et la bonne entente établie lors des consensus des traités signés. Cependant, même si cette proclamation confirme que les autochtones ont un droit incontestable sur leurs terres, les autorités coloniales s’en serviront plus tard comme outil de dépossession. Ils sont alors privés de certains droits et ceux-ci diffèrent de ceux des autres citoyens. La loi sur les Indiens (1876) les relègue à un statut de mineur légal.

## La lutte de territoire
En 1867, à la suite de la Confédération, la création de réserves s’enclenche et ce phénomène se produit sous le pouvoir du Gouvernement fédéral. En revanche, en 1985, une communauté entière réclame son émancipation. Article 112 : « Lorsque le ministre signale, dans un rapport, qu’une bande a demandé l’émancipation et a soumis un projet en vue de la disposition ou du partage des fonds de la bande et des terres comprises dans la réserve et qu’à son avis elle est capable d’administrer ses propres affaires comme une municipalité ou partie de municipalité, le gouverneur en conseil peut, par ordonnance, approuver le projet, déclarer que tous les membres de la bande sont émancipés à compter de la date de l’ordonnance, et édicter des règlements en vue de l’exécution du projet et des prescriptions du présent article ». Lors de ces arrangements, on résume en fait que les communautés se retrouvent sans aide de la part des gouvernements britanniques. En 1951, la loi fédérale est révisée et des terres leur sont réservées.

## Crise d’Oka et son résultat
Les documents historiques reflètent souvent, comme mentionné ci-avant, que le développement économique cherche l'accaparement du territoire, et ce, en dépit de qui possède ces terres. Pierre Trudel (2009) décrit une confrontation majeure résultant de cette recherche de territoire : la Crise d’Oka. En résumé, l’élément déclencheur de cette crise de 1990 est un projet d’agrandissement d'un terrain de golf, mais aussi la construction de soixante habitations. Les principales terres visées par le projet se situent à l’endroit où se trouvent historiquement les terres communales de l’ancienne seigneurie du lac des-Deux-Montagnes .
En 1990, les Mohawks ont possession de ces terres. Ils les emploient communautairement. Par contre, au niveau législatif, ce territoire est encore en jeu. Par une manifestation, les Mohawks font part de leur mécontentement. Un constat : le pont Mercier, sur lequel circulent 70 000 voitures par jour, est bloqué pendant 57 jours et la crise dure 78 jours. Malheureusement, lors d'une tentative policière de mettre fin au barrage, le 11 juillet 1990, une fusillade éclate. Le caporal Marcel Lemay est tué. Dans une durée de 20 à 30 secondes, il y a 93 tirs d’armes dont 51 provenant des policiers. Une quarantaine d’autochtones sont accusés d’entrave au travail des agents de paix, de participation à une émeute et de port d’armes. Le 3 juillet 1992, un jury établit un verdict de non-culpabilité.
À la suite de la crise d’Oka, pour rétablir la bonne entente entre la communauté et l’État, une loi est mise en place pour réguler l’atmosphère entre les deux opposants. Cette loi se nomme Loi sur le gouvernement du territoire provisoire de Kanesatake. La présente loi a pour objet de mettre en œuvre l’accord territorial et, ce faisant : de veiller à ce que certaines terres du territoire provisoire de Kanesatake constituent des terres réservées pour les Indiens au sens du point 24 de l’article 91 de la Loi constitutionnelle de 1867, mais non une réserve au sens de la Loi sur les Indiens ; d’encadrer l’exercice de la compétence des Mohawks de Kanesatake en matière d’utilisation et de mise en valeur de leur territoire provisoire ; d’établir des principes devant guider l’utilisation et la mise en valeur harmonieuses des terres mohawks avoisinantes et de certaines terres de la municipalité d’Oka.

## Aujourd’hui
La communauté va de mieux en mieux[réf. nécessaire]. La loi a stabilisé la querelle entretenue entre le peuple mohawk et les autorités. Ils ont un pouvoir cité et officiel sur le territoire. Leur lutte leur a été très positive. 